# Neder-Gattejaur
Neder-Gattejaur är en sjö i Lycksele kommun i Lappland och ingår i Umeälvens huvudavrinningsområde. Sjön har en area på 0,456 kvadratkilometer och ligger 255 meter över havet. Sjön avvattnas av vattendraget Lycksabäcken.

## Delavrinningsområde
Neder-Gattejaur ingår i det delavrinningsområde (719717-161656) som SMHI kallar för Utloppet av Neder-Gattejaur. Medelhöjden är 284 meter över havet och ytan är 6,73 kvadratkilometer. Räknas de 15 avrinningsområdena uppströms in blir den ackumulerade arean 205,07 kvadratkilometer. Lycksabäcken som avvattnar avrinningsområdet har biflödesordning 2, vilket innebär att vattnet flödar genom totalt 2 vattendrag innan det når havet efter 187 kilometer. Avrinningsområdet består mestadels av skog (61 procent) och sankmarker (22 procent). Avrinningsområdet har 0,26 kvadratkilometer vattenytor vilket ger det en sjöprocent på 3,9 procent.